# مونیسوامی راجگوپال
مونیسوامی راجگوپال (انگلیسی: Muniswamy Rajgopal; ۲۴ مارس ۱۹۲۶ – ۳ مارس ۲۰۰۴) بازیکن هاکی روی چمن اهل هند بود.
وی به‌همراه تیم ملی هاکی روی چمن مردان هند به قهرمانی بازی‌های المپیک تابستانی ۱۹۵۲ دست پیدا کرده‌است.